# Crosley

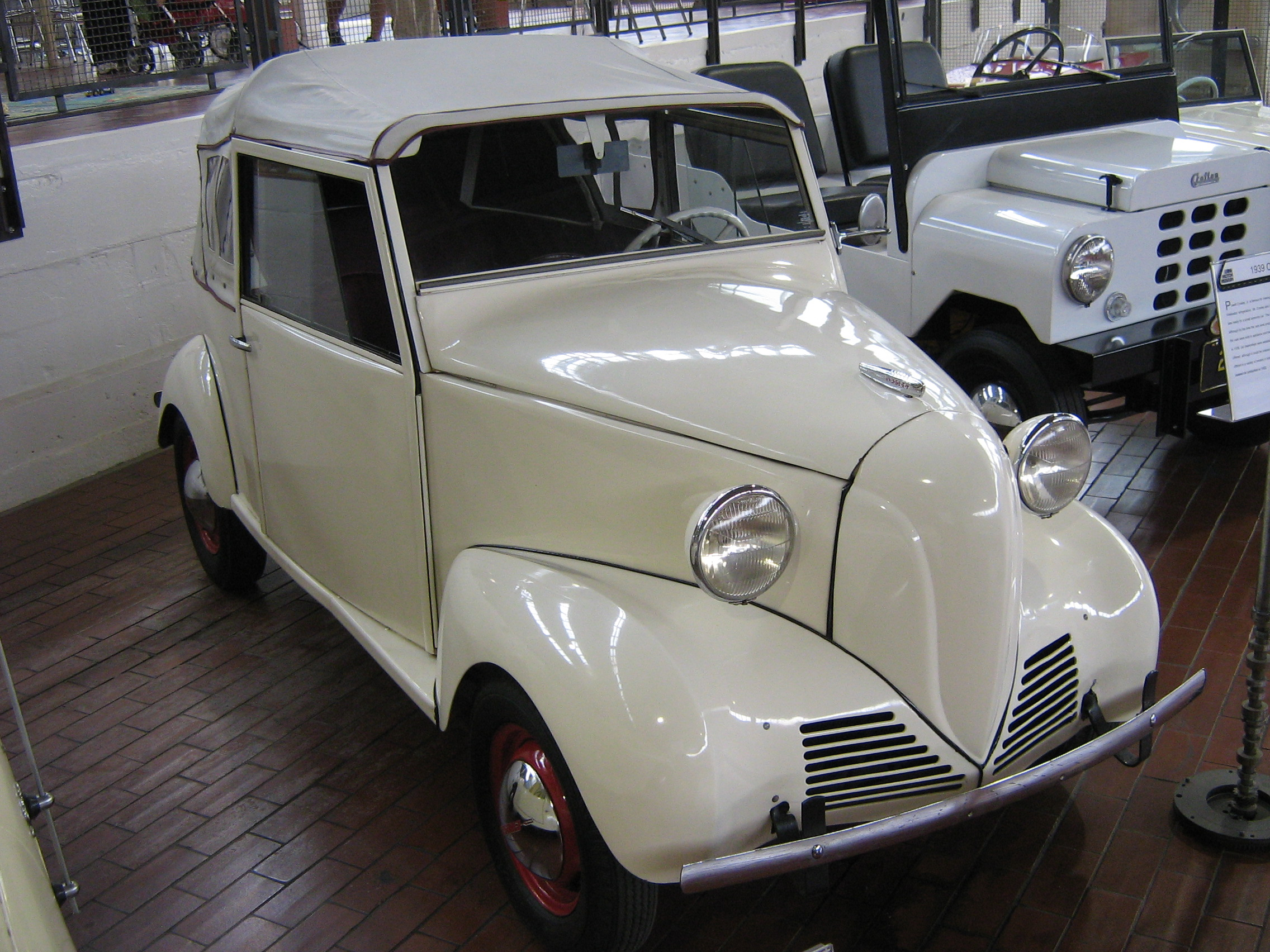
Une Crosley 1939

La Crosley est une automobile fabriquée par la Crosley Corporation et, plus tard, par Crosley Motors Incorporated aux États-Unis, par intermittence, de 1939 à 1952.

## Histoire

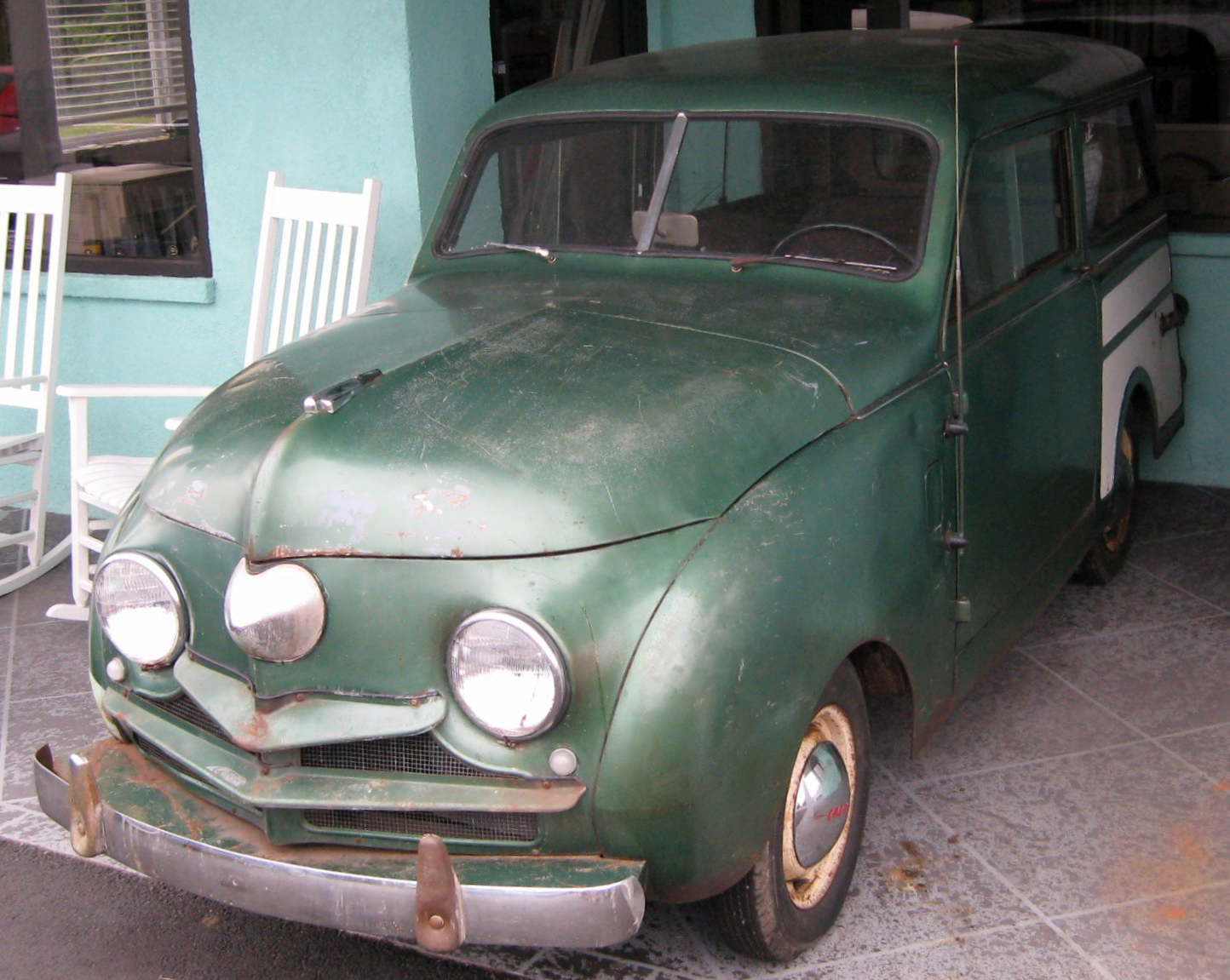
1948 Crosley CC Wagon

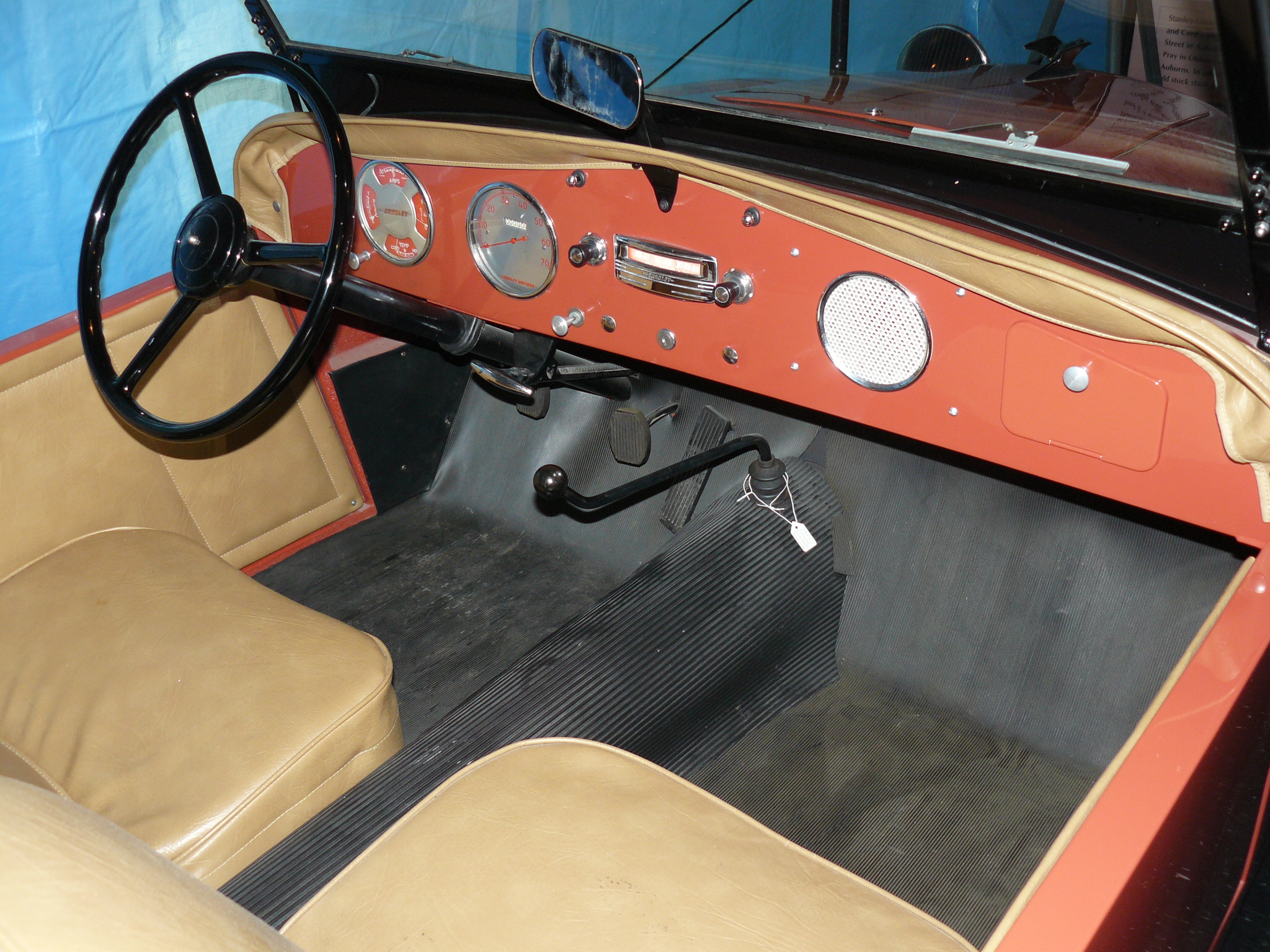
1952 Crosley Super Roadster.

L'industriel Powel Crosley, Jr., de Cincinnati dans l'Ohio, propriétaire de Crosley Broadcasting Corporation et de l'équipe de baseball des Reds de Cincinnati a des plans ambitieux pour construire une voiture sous-compacte et avec l'aide de son jeune frère Lewis Crosley, ingénieur diplômé, développa des usines de montage à Richmond, dans l'Indiana, et Marion, Indiana. En mai 1939, la première voiture fut exposée à l'Indianapolis Speedway. C'était une convertible deux portes, qui pesait moins de mille livres (454 kg) et était vendue pour 250 US$. Elle n'a pas eu un grand succès commercial, mais en 1941, plus de styles de carrosserie ont été introduits.

## Châssis, moteur et transmission
Le châssis a un empattement de 2,032 mètres, et repose sur un essieu avant rigide suspendu par des ressorts semi-elliptiques et quart-elliptiques à l'arrière. Le moteur deux cylindres Waukesha est refroidi à l'air, le ventilateur fait partie intégrante de la roue d'inertie. La boîte de vitesses à trois rapports relie directement par l'intermédiaire d'un tube de couple l'essieu arrière, éliminant ainsi le besoin de joints. Toutefois, cette disposition a été jugée peu fiable, et des joints universels classiques sont montés à partir de 1941.

## Carrosseries
En 1941, les carrosseries disponibles comprennent aussi des décapotables à deux et quatre places, une berline décapotable, un break, un camion plat, une camionnette et deux modèles dits "Promenade de Livraison" (un mini-panneau sans toit sur le siège avant) et "Wagon Couvert" (un camion pick-up convertible avec un siège arrière amovible). La première berline Crosley à toit fixe fut introduite en 1942, la Liberty.

## Seconde Guerre mondiale
.

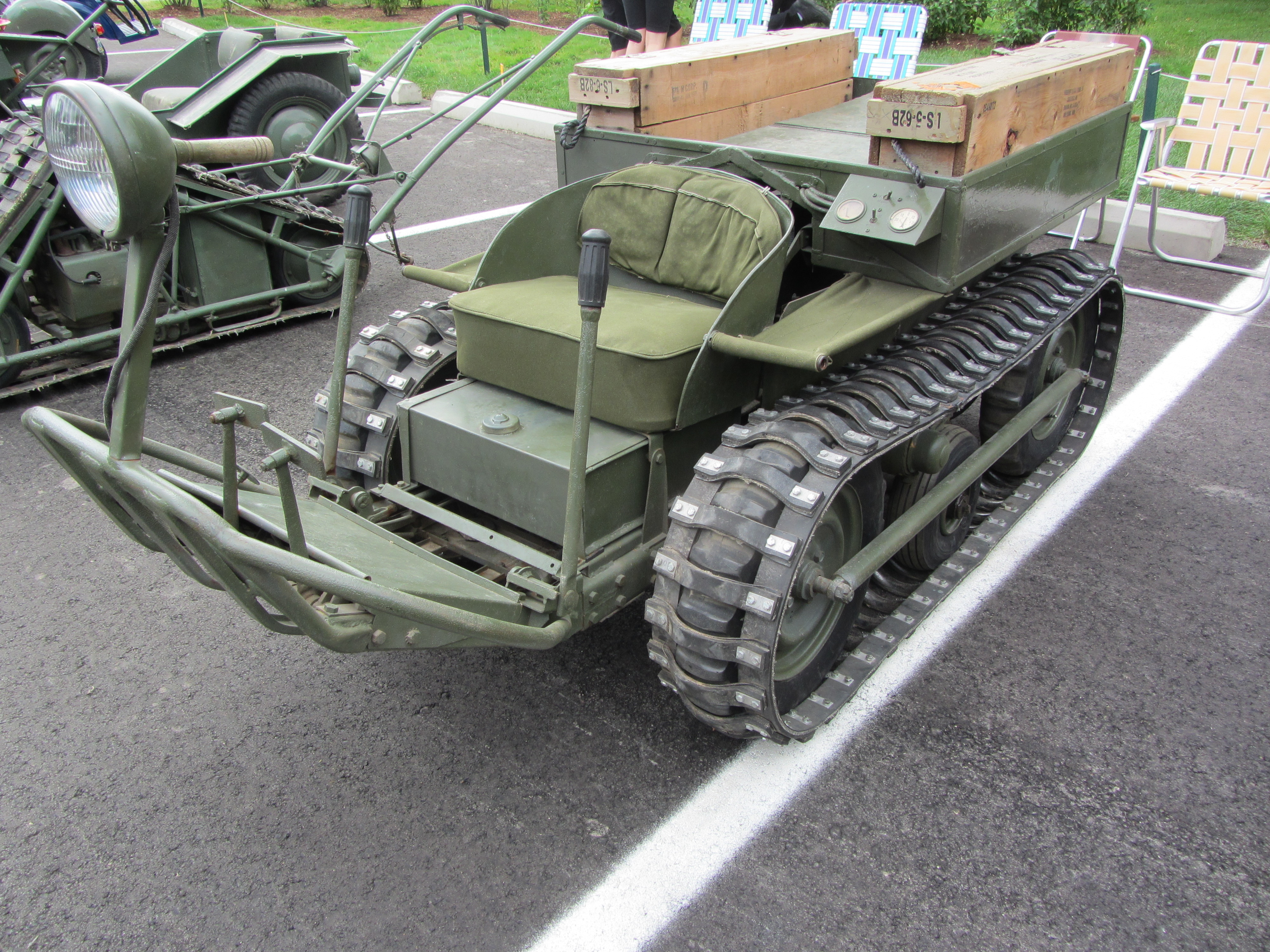
Crosley Mule, véhicule tout-terrain de transport léger chenillé produit dès 1943

Au cours de la Seconde Guerre mondiale, Crosley est devenu attrayant en raison du rationnement de l'essence et de sa faible consommation de 4,7 litres aux 100 km. Crosley est la dernière compagnie à cesser la production de véhicules civils en 1942, en partie pour aider les vendeurs de Crosley à faciliter la conservation du carburant, et en partie parce que le War Production Board a eu besoin de temps pour déterminer une utilisation des petites usines Crosley.

## Après-guerre
La production de véhicules civils reprit à l'usine de Marion en 1946 avec un nouveau modèle, plus grand et aérodynamique, le CC, conçu par la firme de Sundberg & Ferar de Royal Oak, Michigan. (L'usine de Richmond ayant été vendue durant les années de guerre.)

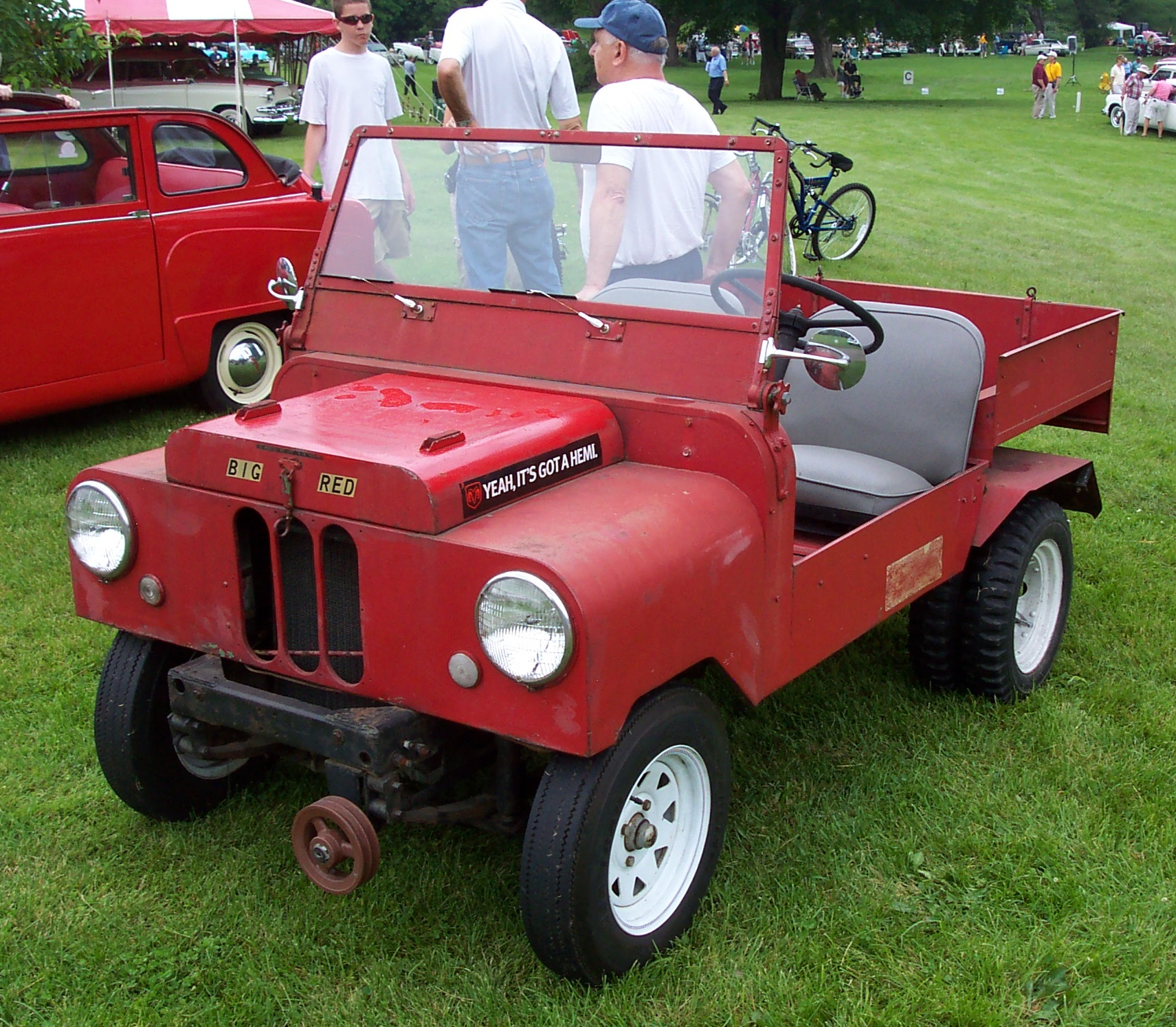
Crosley Farm-O-Road

## Innovations
Crosley introduisit plusieurs "premières" dans l'industrie automobile américaine, y compris la première utilisation du terme"Sport Utility" en 1948 (quoique sur un modèle ouvert, basé sur le wagon, et non pas un wagon sur un châssis de camion, comme le désignait le terme australien d'origine) ; le premier moteur à simple arbre à cames en tête (SACT) pour le marché de masse en 1946; la première voiture d'après-guerre, également en 1946 ; le premier break tout en acier en 1947; la première voiture américaine à être équipée aux quatre roues de freins à disque à étrier en 1949 (la Chrysler Imperial introduisit des freins à disque aux quatre roues de série sur le modèle Crown au début de l'année-modèle 1949, mais ils n'étaient pas du type à étrier); et la première voiture de sport américaine, la Hotshot, également dans la gamme 1949. 1950 apporta le Farm-O-Road, un utilitaire à empattement de 1,6 mètre prédisant la John Deere Gator et autres Utv.

## Modèles produits
La production d'avant-guerre avec le moteur bicylindre Waukesha refroidi à l'air donna les gammes :
- 1939: La Série 1A, avec le Coupé convertible et la Berline cabriolet
- 1940: La Série 2A, comprenant la Berline, la Berline DeLuxe, le Coupé, le break Wagon Couvert, et le break simple.
- 1941: La Série CB41 comprenant la Berline, la Berline Luxe, le Coupé, le Wagon Couvert, et le break
- 1942: La Série CB42 comprenant le Cabriolet, la Berline, la Berline Luxe, le Coupé Cabriolet et la Station Wagon (toutes des 2-Portes)

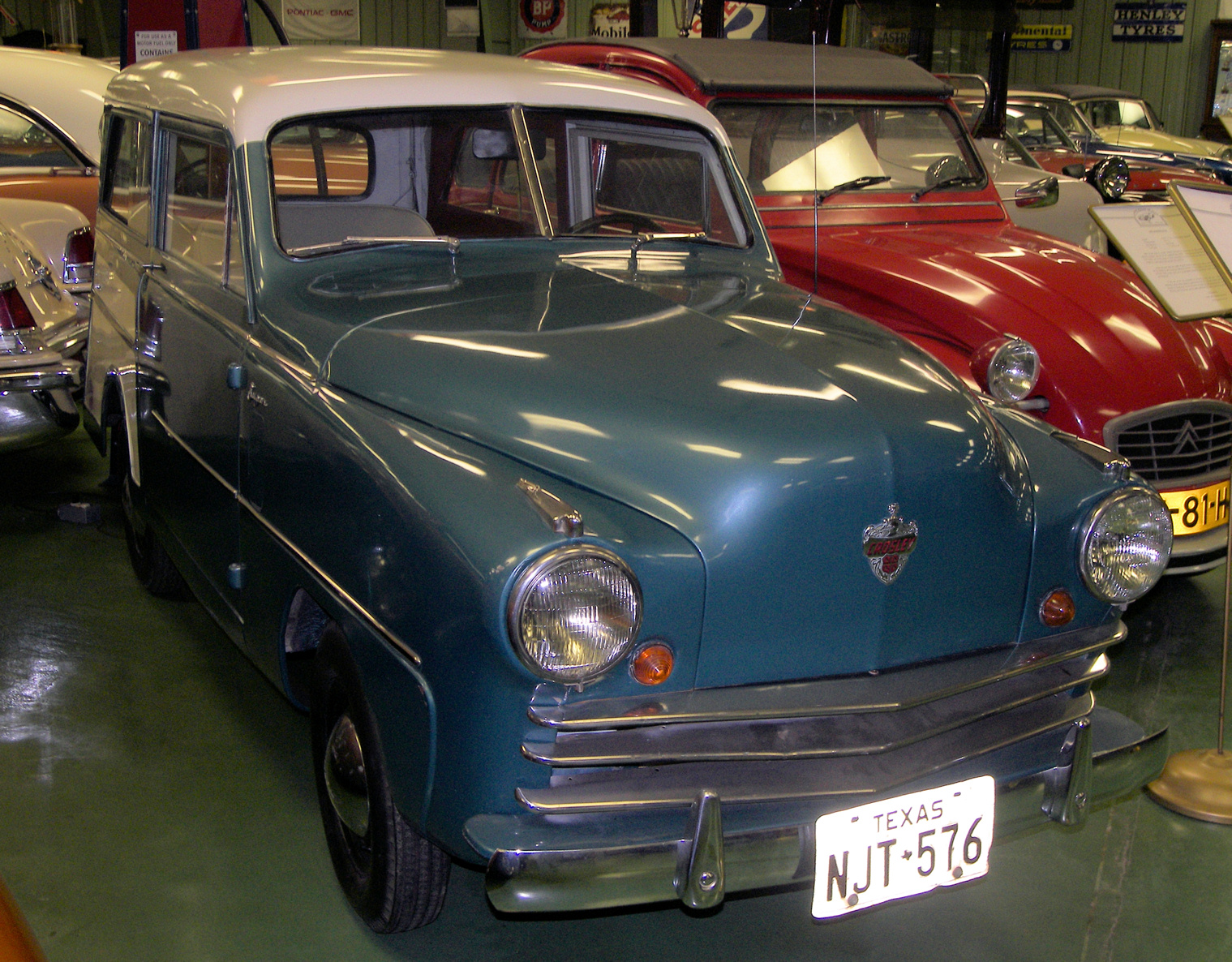
Crosley station wagon de 1950 exposée au Central Texas Museum of Automotive History

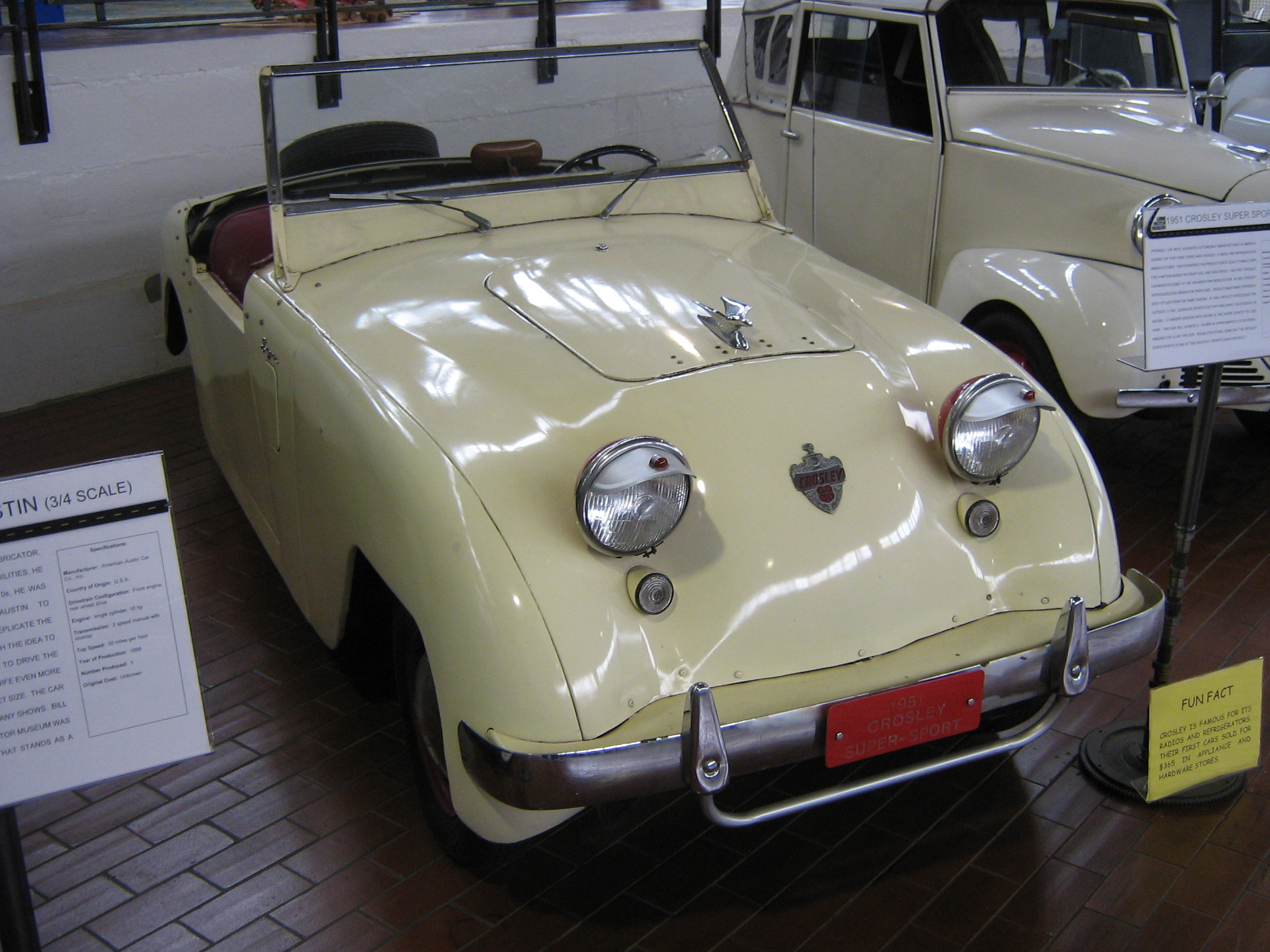
1951 Crosley Super Sport

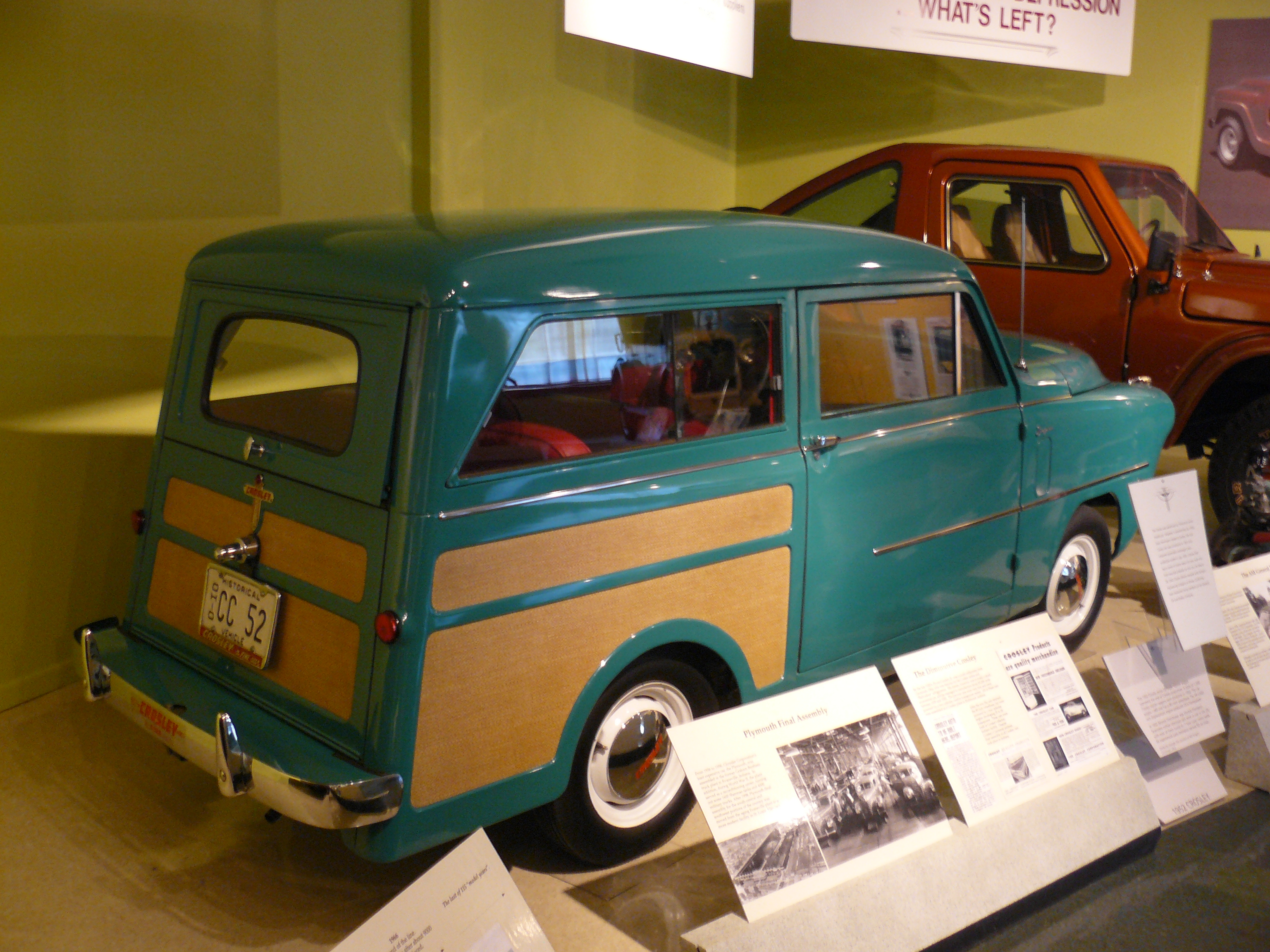
1952 Crosley Super Station Wagon.

Après-guerre, la production avec le moteur quatre cylindres CoBra refroidi par eau
- 1946: CC Four, comprenant la Berline et le Coupé
- 1947: CC Four, comprenant la Berline, le Coupé et le break 2 Portes
- 1948: CC Four, comprenant la Berline, la Berline Utilitaire Sport, le Coupé cabriolet et le break

Production d'après-guerre avec le moteur quatre cylindres CIBA refroidi par eau
- 1949: La gamme CD Four comprenait la berline de Luxe, le coupé, le break, le pick-up et le camion; et la gamme VC Four comprenait le roadster Hotshot et le Roadster Super-Sports. 1950: La gamme CD Four comprenait la Berline, la Super Berline, le Coupé, le Super Coupé, le break et la Super Station Wagon; la gamme VC Four comprenait le Roadster Hotshot et le Roadster Super-Sports; la gamme FR Four comprenait la Farm-O-Road (en différents sous-modèles)
- 1951: La gamme CD Four comprenait le Business Coupé, la Super Berline, le break, le Super break et le Super Coupé; la gamme VC Four comprenait les roadsters Hotshot et Super-Sports; et la gamme FR Four les différentes Farm-O-Road.
- 1952: La gamme CD Four comprenait le Standard Business Coupé, la Super Berline, le break, le Super break et le Super Coupé; la gamme VC Four comprenait le Roadster Hotshot et le Roadster Super-Sports; la gamme FR Four comprenait les Farm-O-Road. (Crosley, Encyclopédie des Voitures Américaines, 2003,)

Avec 24 871 voitures vendues, 1948 fut la meilleure année de Crosley. Les ventes ont commencé à glisser en 1949, et l'ajout de la Crosley Hotshot et d'un véhicule utilitaire combinant le tracteur agricole et la Jeep appelé la Farm-O-Road en 1950, n'a pu arrêter le déclin. En 1952, seulement 1 522 véhicules Crosley furent vendus. La production cessa en juillet, et l'usine fut vendue à la General Tire and Rubber Company. Un plan pour revendre les activités automobiles de Crosley à Nash a échoué à se matérialiser, lorsque Nash fusionna avec Hudson.
Spécifications de 1948
| Moteur              | Puissance (ch) | Transmission                  | Empattement | Longueur | poids  | Consommation de carburant   |
| ------------------- | -------------- | ----------------------------- | ----------- | -------- | ------ | --------------------------- |
| 724 cm3 4-cylindres | 26,5           | boite manuelle trois rapports | 2,03 m      | 3,68 m   | 524 kg | 4,7 L/100 km à 6,7 L/100 km |

## La HotShot
Indépendamment de sa courte vie et de sa petite taille, la Hotshot est bien remémorée comme voiture de sport phénoménale au sein de sa classe. Une Hotshot remporta le 1950 Sam Collier Mémorial de Sebring Grand Prix d'Endurance de Six Heures, (avec une moyenne étonnante de 84 km/h) et une Siata 300 équipée d'un moteur Crosley a remporté la course SCCA de 12 heures à Vero Beach. Dans l'ensemble, les moteurs Crosley des années 1950 dominèrent la catégorie des voitures de sport de 750 cm3, remportant 10 des 12 courses SCCA de la côte ouest seul.

## Les moteurs

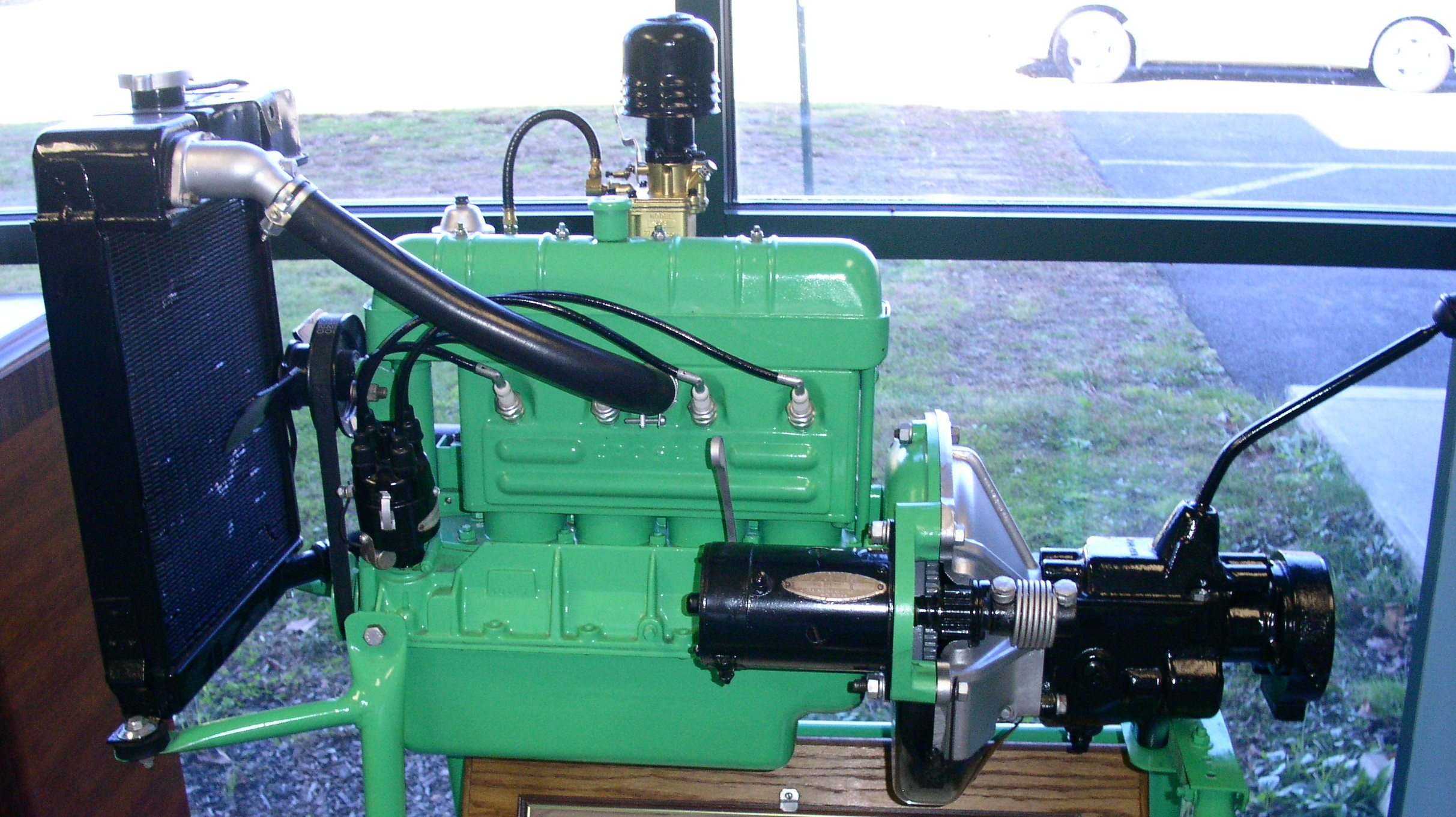
Moteur Crosley CoBra Complet avec Transmission

Le moteur d'origine est le Waukesha Modèle 150 Cub Twin, un bicylindre de 580 cm3 à refroidissement par air, aux cylindres à tête en L opposés, construit par Waukesha Motors de Waukesha, Wisconsin, et utilisé entre 1939 et 1942. Il est remplacé en 1946 par le quatre-cylindres CoBra (pour "Cuivre Brasé") de 724 cm3 à arbre à cames en tête, avec un alésage de 63,5 mm et une course de 57,2 mm. Ce moteur à son tour a été remplacé en 1949 par le nouveau et plus fiable moteur CIBA (Crosley Cast Iron Block Assembly) utilisant cinq paliers principaux.

### Le moteur Crosley CoBra (1946-1949)

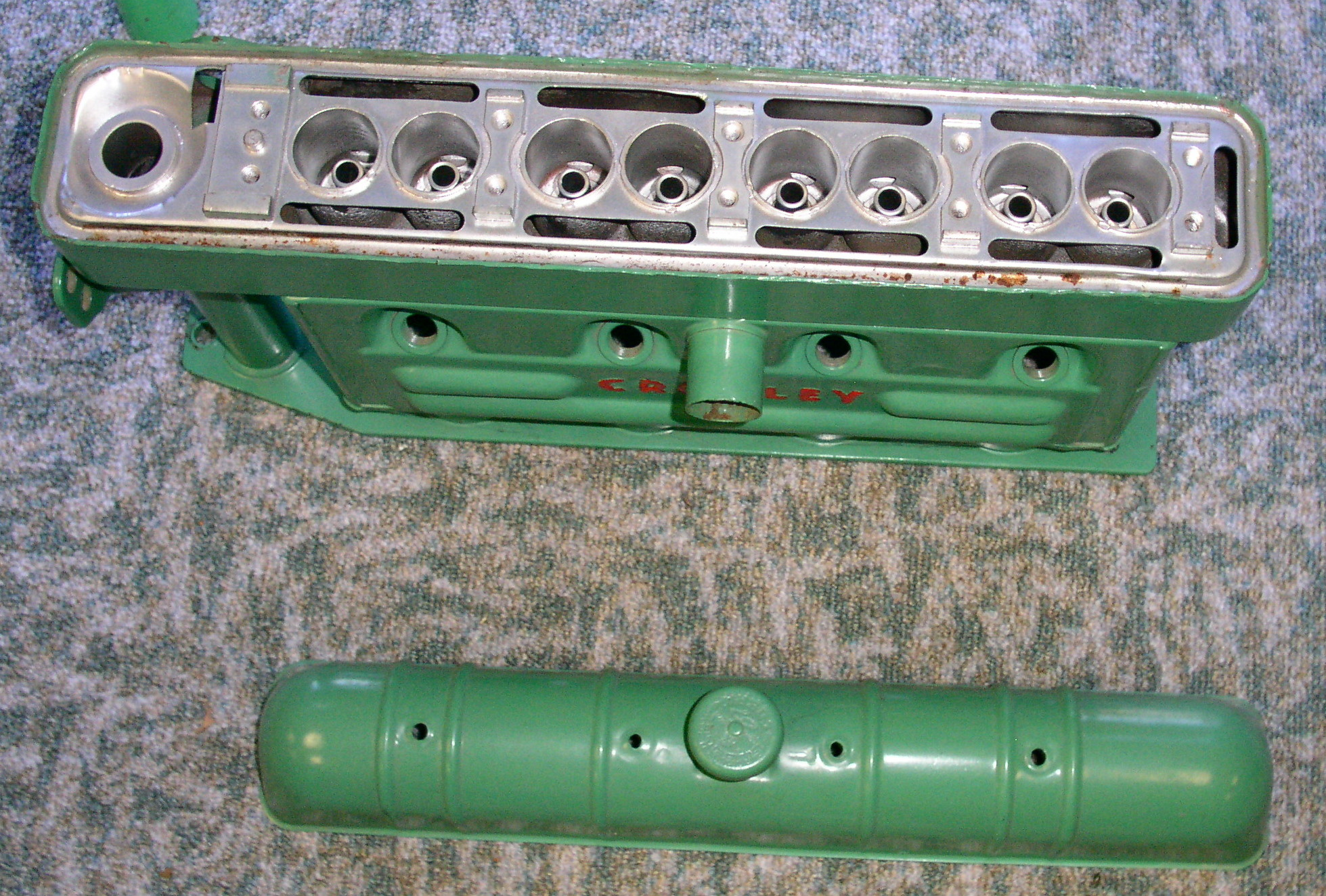
Bloc moteur Crosley CoBra et son Couvercle de Soupapes

Le CoBra (Copper Brazed, aussi connu comme "Le Puissant Tin") a été développé à l'origine par Lloyd Taylor, de Taylor Motors en Californie, pour les utilisations militaires à bord de PT boats et des bombardiers B-17 Flying Fortress. Le moteur a été fabriqué en tôles, plutôt qu'en un bloc de fonte comme la plupart des autres moteurs. Cela fut fait pour obtenir une épaisseur fine et uniforme de la paroi et éviter la création de points chauds autour de la chambre de combustion, ce qui pouvait enflammer le carburant, provoquant du pré-allumage (frappe), qui limite le taux de compression. Ces moteurs ont été utilisés principalement pour les groupes électrogènes, les compresseurs de réfrigération, etc., et ont été largement salués pour leurs succès dans l'effort de guerre.
Ce moteur fut adopté pour l'usage automobile en 1946. C'était un petit moteur, léger, à simple arbre à cames en tête entraîné par deux ensembles d'engrenages coniques et un axe vertical à l'avant du bloc. Le bloc et la culasse pesaient seulement 6,7 kg, et le moteur complet avec tous les accessoires (y compris le volant) pesait seulement 60 kg. Le moteur a une cylindrée de 724 cm3 et produit 20 kW à 5 400 tr/min. La longévité a été mesurée en heures et a été strictement contrôlée par les calendriers d'entretien pendant la guerre, mais la corrosion devint un problème pour ces moteurs en service civil. Ce problème avait terni la réputation de Crosley dès 1948.

### Le moteur Crosley CIBA (1949–1952; 1955)

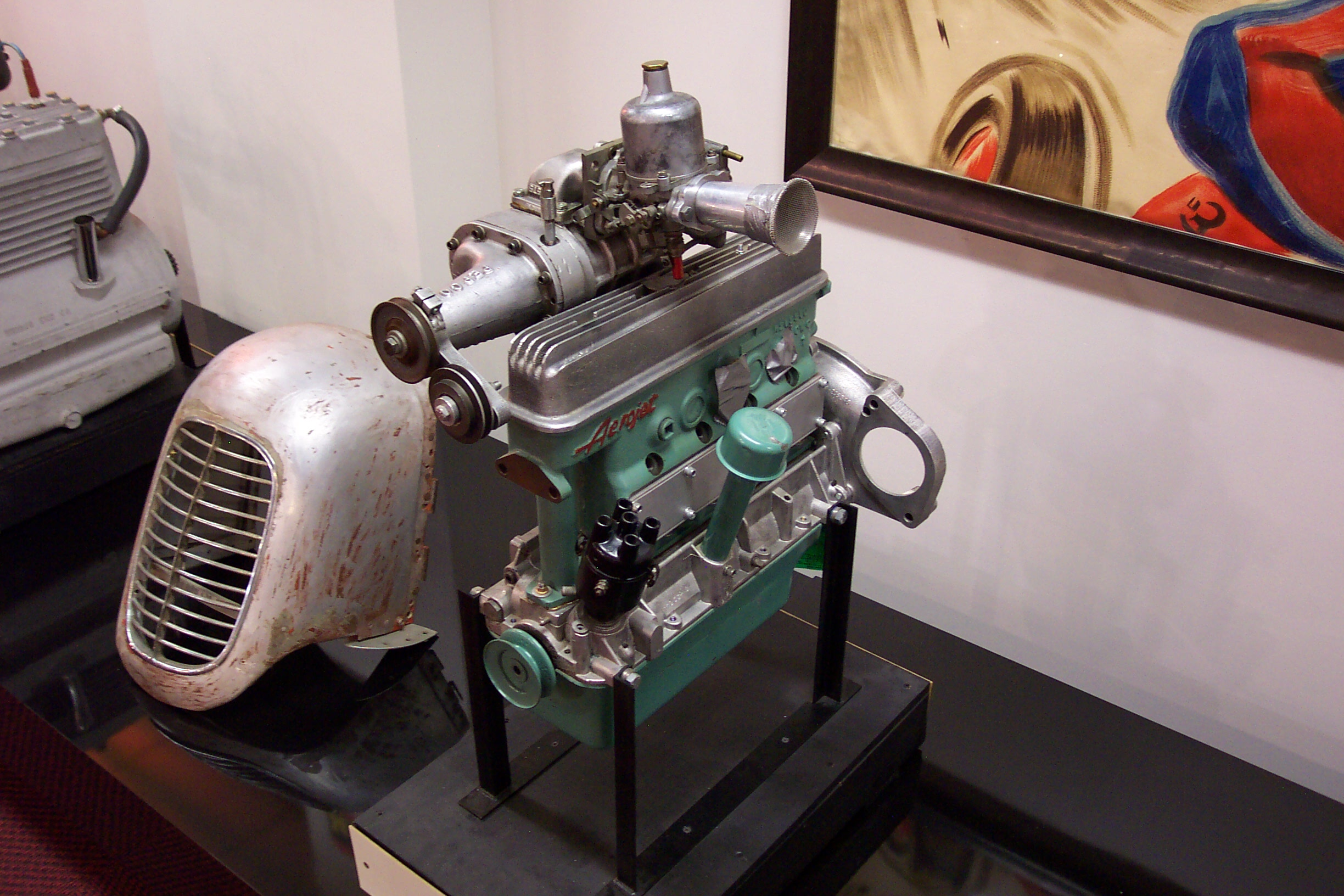
Crosley moteur de course avec un compresseur

Le CIBA (Crosley Bloc en Fonte Assemblée) est un moteur plus traditionnel et plus fiable, utilisant un bloc en fonte. Lorsque Crosley Motors, Inc. a été vendu, le moteur a été renommé AeroJet et la production continua jusqu'en 1955, les droits ayant été vendus à Fageol et, plus tard, à une série de différentes sociétés se terminant en 1972, avec le Fisher-Pierce Bearcat 55. Les modifications maritimes étaient généralement l'augmentation de la cylindrée et la conversion du fonctionnement du moteur selon un axe vertical.
En Europe, le Crosley CIBA était utilisé avec grand avantage dans la classe des voitures de sport de  750 cm3, éventuellement pourvu d'un double arbre à cames en tête (DACT), utilisé dans la Bandini 750 sport internazionale ainsi que la Nardi 750LM et la Siata Amica.

## Propriétaires de Crosley Notables
- Gordon Baxter (HotShot, histoire dans son livre Bax & Car & Driver: Le Meilleur de Gordon Baxter)
- Le général Omar Bradley
- Humphrey Bogart (Crosley bicylindre)
- David Carradine (VC Super Sport)
- Kenny Delmar ("le Sénateur Claghorn" dans Le Fred Allen Show)
- Tommy Dorsey
- Le président Dwight D. Eisenhower (1951 CD Surrey)
- Geraldine Farrar (Crosley bicylindre)
- Paulette Goddard (Crosley bicylindre)
- Pamela Harriman (acheta la première Crosley en 1939)
- George Humphrey, Secrétaire au Trésor
- Art Linkletter (1952 CD Sport Décapotable)
- Alex Raymond, le dessinateur de Flash Gordon  (Crosley-Bandini)
- Nelson Rockefeller, gouverneur de New York (1950 HotShot)
- Gloria Swanson (Crosley bicylindre)
- Boy George (VC Super Sport)
- Fred Waring, un musicien populaire (Crosley bicylindre).
- Frank Lloyd Wright (1952 VC Super Sport)